# Бакарак, Берт
Берт Бакарак (англ. Burt Bacharach [bækəræk]; 12 мая 1928[…], Канзас-Сити, Миссури[…] — 8 февраля 2023, Лос-Анджелес, Калифорния) — американский пианист и композитор, который написал сотни популярных песен для англоязычных исполнителей. Одним из первых композиторов он самостоятельно продюсировал многие свои записи.
Трёхкратный лауреат премии «Оскар» в категориях «Лучшая песня», «Лучший саундтрек к драматическому фильму». Также обладатель двух премий «Золотой глобус» и одной BAFTA.

## Биография
Берт Бакарак родился 12 мая 1928 года в Канзас-Сити (Миссури) в еврейской семье. Отец был колумнистом местной газеты. Мать — художница-любитель и сочинитель песен. Благодаря ей он научился играть на фортепиано. В подростковом возрасте Бакарак проявил большой интерес к джазу, не любил уроков классической игры на фортепиано и часто использовал поддельное удостоверение личности, чтобы попасть в ночные джазовые клубы на 52-й стрит. Он слушал бибоп-музыкантов, таких как Диззи Гиллеспи и Каунт Бэйси, чей стиль позже повлиял на его написание песен.
Бакарак изучал музыку в Монреальском университете Макгилла (где получил степень бакалавра музыки в 1948) у Хельмута Блюма, в Музыкальном колледже Маннеса и в Музыкальной академии Запада в Монтесито (Калифорния). В этот период он изучал различные музыкальные жанры, в том числе джазовую гармонию, которая с тех пор играла важную роль в песнях, обычно считающихся поп-музыкой. Среди его учителей композиции были Дариус Мийо, Генри Кауэлл и Богуслав Мартину. Бакарак цитировал Мийо, как человека, оказавшего на него наибольшее влияние, под руководством которого он написал «Сонатину для скрипки, гобоя и фортепиано».
Бакарак приобрёл всемирную известность в 1950-е годы, аккомпанируя и гастролируя вместе с Марлен Дитрих. В 1957 году встретил поэта-песенника Хэла Дэвида, с которым в основном и сотрудничал на протяжении последующих двух десятилетий. Одной из первых их работ была песня «Magic Moments», написанная для Перри Комо.
В течение 1960-х годов Бакарак и Дэвид способствовали восхождению звезды соул-певицы Дайон Уорвик, для которой написали тридцать восемь хитов, включая классическую «Walk On By» (1964, 6-е место в США). Многие из этих песен стали более известны в исполнении других певиц — «Wishin' and Hopin'» была с успехом перезаписана англичанкой Дасти Спрингфилд, а «I Say a Little Prayer» прославилась в интерпретации Ареты Франклин.
В 1967 году Бакарак написал музыку к шпионскому фильму «Казино „Рояль“», а в следующем году на Бродвее дебютировал его мюзикл «Одни обещания». Одной из самых популярных мелодий 1968 года стала написанная им композиция «This Guy’s in Love with You» в исполнении владельца его лейбла A&M Records — Герба Алперта. В 1969 году Бакараку была присуждена премия «Оскар» за ставшую впоследствии общеизвестной песню «Raindrops Keep Fallin’ on My Head» из кассового вестерна «Бутч Кэссиди и Санденс Кид».
В 1970 году на вершине Billboard Hot 100 вновь властвовал крупный хит Бакарака — «(They Long to Be) Close to You» в исполнении дуэта The Carpenters. На своём телешоу композитор исполнил его в дуэте с Барброй Стрейзанд. Этот год стал пиком карьеры Бакарака, которая в 1970-е годы постепенно пошла на спад. Вызвано это было обострившейся конкуренцией со стороны Элтона Джона и Пола Маккартни, ежегодно снабжавших поп-чарты новыми мелодиями, чей хитовый потенциал зачастую не уступал лучшим работам ветерана эстрады. В 1971 году Берт Бакарак был введён в национальный Зал славы композиторов.
В 1980 году Бакарак развёлся со актрисой Энджи Дикинсон. Его новой музой (а с 1982 года и женой) стала поэтесса Кэрол Байер Сейджер. Вместе они написали ряд новых хитов, включая песню к комедии «Артур», которая в исполнении Кристофера Кросса дошла до первой строчки в чартах и была удостоена «Оскара» как лучшая песня к кинофильму, и благотворительный сингл «That’s What Friends Are For», который был исполнен звёздным квартетом в составе Стиви Уандера, Элтона Джона, Дайон Уорвик и Глэдис Найт и получил «Грэмми» в номинации «лучшая песня года».
Берт Бакарак умер в своём доме в Лос-Анджелесе (Калифорния) 8 февраля 2023 года в возрасте 94 лет.

## Наиболее известные песни
- «Alfie»
- «Any Day Now»
- «Anyone Who Had a Heart»

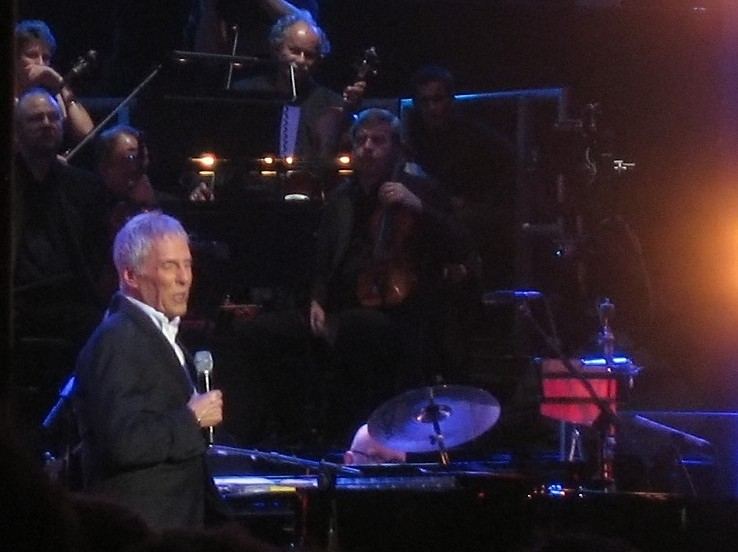
Бакарах исполняет в апреле 2009 одну из своих самых популярных песен — «Raindrops Keep Fallin’ on My Head»

- «Arthur’s Theme (Best That You Can Do)»
- «Baby It’s You»
- «Blue on Blue»
- «I Just Don’t Know What to Do with Myself»
- «I Say a Little Prayer»
- «I’ll Never Fall in Love Again»
- «Magic Moments»
- «Make It Easy on Yourself»
- «On My Own»
- «One Less Bell to Answer»
- «Only Love Can Break a Heart»
- «Raindrops Keep Fallin’ on My Head»
- «That’s What Friends Are For»
- «The Look of Love»
- «The Man Who Shot Liberty Valance» (написана для одноимённого фильма; в фильм не вошла, но стала известной)
- «The Story of My Life»
- «(There’s) Always Something There to Remind Me»
- «(They Long to Be) Close to You»
- «This Guy’s in Love With You»
- «Tower of Strength»
- «Walk On By»
- «What’s New Pussycat?»
- «Wishin' and Hopin'»
- «Wives and Lovers»